# Paraleprodera itzingeri
Paraleprodera itzingeri är en skalbaggsart som beskrevs av Stefan von Breuning 1935. Paraleprodera itzingeri ingår i släktet Paraleprodera och familjen långhorningar.
Artens utbredningsområde är Taiwan. Inga underarter finns listade i Catalogue of Life.